# Gaucher de Reims
Gaucher de Reims (né au XIIIe siècle) était un architecte français du XIIIe siècle.

## Biographie
Gaucher de Reims a été le troisième des quatre architectes de la cathédrale de Reims, à la construction de laquelle il a travaillé de 1247 à 1255 ou de 1251 à 1259 selon les sources.
L'attribution des parties de chaque architecte était visible sur le labyrinthe qui a disparu en 1779.
Gaucher a jeté les bases des trois piles méridionales, a fait monter les murs extérieurs des bas côtés des premières travées ce qui fit la jonction entre les portails commencés avant et les parties orientales de la cathédrale. Ce travail sonne le glas du portail de Samson. On lui doit entre autres les travées :
- voûtées V à IX des collatéraux et qui reçurent un décor sculpté ;
- voûtes et fenêtres hautes des travées VI à X ;
- les arcs-boutants épaulant, de part et d'autre, les voûtes des travées VI à IX ;
- le triforium des travées V à X.

Les sculptures de la façade occidentale qui étaient encore sur le chantier furent montées sans respecter les marques de pose. Gaucher fit aussi sculpter d'autres figures et édifier les archivoltes dont les claveaux devaient déjà être finis dans les ateliers. Il fit encore les tympans vitrés.

## Liste des architectes de la cathédrale de Reims auXIIIesiècle
- Jean d'Orbais ;
- Jean-le-Loup ;
- Gaucher de Reims ;
- Bernard de Soissons.